# Гано Данн
Гано Данн (18 жовтня 1870 — 10 квітня 1953 ) —президент Cooper Union, перший голова та виконавчий директор Національної дослідницької ради США.:8

## Ранні роки життя та освіта
Син ветерана Громадянської війни генерала Н. Гано Данн та Амелія Сіллік, Гано Данн народився в Йорквілі, штат Нью-Йорк. Генерал Данн, маючи процвітаючу адвокатську практику, виховав Гано та його молодшого брата Гарріса  як і годилося одному з «найвідоміших юристів міста». Дід по батьківській лінії Натаніель Данн був шкільним учителем і винахідником, тому  Гано отримав натхнення в науковому, та практичному винаході.:31
У 1883—1884 роках, Гано подорожував Європою  з генералом Данн і Марією Г. Робінс Касуелл
У віці п'ятнадцяти років Гано відвідував  Міський коледж Нью-Йорка. В цей час він почав працювати оператором телеграфної компанії Western Union.
У 1891 році Данн здобув перший ступінь з електротехніки в Колумбійському університеті.  
1897 року Данн отримав магістра  разом зі Стівеном П. Дагганом.
З 1911 по 1912 рік Данн був президентом Американського інституту інженерів-електриків. Спочатку Гано Данн працював скарбником, а потім головою піклувальників Ради спрощеного правопису.

## Корабель біженцівPrincipe di Undine
З 1913 року Гано Данн являється президентом JG White Engineering і перебував в Італії на початку Першої світової війни. Американці, що опинились в Європі, втекли до Італії, намагаючись замовити проїзд назад до США.
Комітет поручителів із скарбником Данном пообіцяв 500 000 франків золота для забезпечення статуту корабля Principe di Undine від Генуї до Нью-Йорка.  Протягом двох днів 400 занепокоєних американців забронювали прохід,а Гано Данн збирав готівку або підтверджував докази кредиту. Готівкою було доступно лише 60 000 франків, решта - кредит, оплата гарантована Комітетом.
Під час плавання Гано Данн провів серію лекцій на різні теми, причому він виступив з бездротовою телеграфією.:56 Щоранку Данн випускав бюлетені з бездротової мережі про хід війни.
В США занепокоєні тим, що їхні співвітчизники опинились у Європі, пасажири проголосували за призначення комітету для інформування громадської думки про умови за кордоном. Прибуття до Нью-Йорка 23 серпня 1914 року.
Гано Данн та інші члени комітету 25 серпня зустрілися з помічником державного секретаря і офіційно висловили йому своє задоволення кроками, здійсненими урядом.:59

## Шлюб
У 1920 році Гано Данн одружився з Джулією Турстон Гардінер Гейлі, яка була на борту судна під час подорожі до США. Подружжя переїхало до її будинку на північ Вашингтон-сквер.

## Винаходи
Гано Данн за своє життя винайшов і запатентував багато електронних та механічних пристроїв.
- , "Electric Switch"Контролер барабанного секвенсора
- , "Machine for Bending Metal Strips Edgewise"
- , "Improvements in Electric Switches"
- , "Improvements in Electrical Distribution particularly applicable for Controlling Electric Motors"
- , "Improvements in System of Speed Regulation for Electro-motor Driven Machinery."
- , "Improvements in Machines for Bending Metal Strips Edgewise"
- , "Balanced Armature for Dynamo Electric Machines or Electric Motors and Method of Balancing Same"
- US design patent D0027098 : Frame for Dynamo.